# Kazuki Nakajima
Kazuki Nakajima (født 11. januar 1985 i Aichi, Japan) er en japansk racerkører, der pt. kører i Formel 1 for AT&T Williams-teamet. Han fik sin Formel 1-debut ved Brasiliens Grand Prix i 2007, og har siden (pr. november 2009) kørt 36 Grand Prix'er med 9 karrierepoints.
Da Nakajima var uden et Formel 1-sæde, vendte han tilbage til Japan i 2011 for at køre i det japanske Formula Nippon-mesterskab og det japanske Super GT-mesterskab.
Før han kørte i Formel 1 kørte han i det japanske Super GT-mesterskab i 2005, hvor han kørte i serien i 2011 og fortsatte indtil 2014.
Han kører lige nu i det japanske Super Formula-mesterskab i Japan mens han kører i World Endurance Championship for Toyota Racing.
Han er søn til tidligere Formel 1-kører Satoru Nakajima, og har en lillebror Daisuke Nakajima.